# Octobre 1924

## Événements
- La mutinerie des troupes égyptiennes au Soudan est durement réprimée par les Britanniques, qui refusent désormais la présence égyptienne au Soudan et revendiquent la protection exclusive du pays. En revanche, l’État égyptien est tenu de participer financièrement aux frais d’occupation.

- 1er octobre au 24 novembre : un équipage néerlandais relie Amsterdam et Batavia sur un Fokker D VII, soit un parcours de 15 900 km sur 56 jours, dont 20 de vol.

- 2 octobre : Hussein abdique.

- 4 octobre : le lieutenant Harry Mills remporte la Coupe Pulitzer avec son Verville-Sperry R-3[1].

- 10 octobre : record d'altitude pour le pilote français Callizo sur un Gourdou-Lesseure : 12 066 mètres.

- 11 octobre : ouverture du « bureau de recherches surréalistes », Premier manifeste du surréalisme par André Breton et, le 1er décembre : naissance de la revue La Révolution surréaliste.

- 12 octobre :
  - La Pravda annonce la parution des Leçons d’Octobre de Trotski, qui accusent Grigori Zinoviev et Lev Kamenev d’avoir trahi la révolution.
  - République socialiste soviétique autonome (RSSA) de Moldavie créée sur le territoire de l’Union soviétique, à la frontière avec la Roumanie avec pour capitale la ville ukrainienne de Balta.

- 13 octobre : les forces wahhabites d’Ibn Sa'ud entrent à La Mecque et contraignent Hussein à l’exil.

- 19 octobre : Grand Prix d'Italie à Monza. Le pilote italien Antonio Ascari s'impose sur une Alfa Romeo.

- 25 octobre : publication dans le Daily Mail de la lettre Zinoviev, datée du 15 septembre, interceptée par les services secrets britanniques : le président du Komintern encourage les travailleurs britanniques à faire la révolution.

- 27 octobre : création de la république socialiste soviétique (RSS) d’Ouzbékistan, réunissant les territoires de l’ancienne RSSA du Turkestan et des républiques soviétiques de Khiva et de Boukhara. Le Tadjikistan devient une République autonome à l’intérieur de la RSS des Ouzbeks.

- 28 octobre : début de la Croisière noire. Citroën lance une expédition en autochenilles entre l’Afrique du Nord et Madagascar (fin le 26 juin 1925).

- 29 octobre : 
  - La France reconnaît de jure l'Union soviétique. La Grande-Bretagne et d’autres pays européens reconnaissent également l’URSS.
  - Victoire des conservateurs aux élections d’octobre au Royaume-Uni avec 419 sièges (151 travaillistes, 40 libéraux).

## Naissances
- 1er octobre : Jimmy Carter, homme d'état américain et ancien président des États-Unis († 29 décembre 2024).
- 4 octobre : Guy Piérauld, acteur français spécialisé dans le doublage, qui fut près 40 ans la voix de Bugs Bunny et de Woody Woodpecker. († 16 juin 2015).
- 6 octobre : Charles Poswick, homme politique belge († 28 juillet 1994).
- 8 octobre : Aloísio Lorscheider, cardinal brésilien († 23 décembre 2007).
- 9 octobre : Robert A. Rushworth, astronaute de l'USAF († 17 mars 1997).
- 12 octobre : Mímis Pléssas, musicien grec († 5 octobre 2024).
- 15 octobre : Marguerite Andersen, romancière, essayiste et poète québécoise († 5 octobre 2022).
- 16 octobre : Jacques Legras, acteur français, membre des Branquignols († 15 mars 2006).
- 19 octobre : Lubomír Štrougal, homme d’État tchèque  († 6 février 2023).
- 22 octobre : Jean Bretonnière, acteur et chanteur français († 13 mars 2001).
- 26 octobre : Constantin Brodzki, architecte, urbaniste et designer ayant exercé en Belgique († 28 mars 2021).
- 27 octobre : George Wallington, pianiste de jazz américain († 15 février 1993).

## Décès
- 2 octobre : George Savalas, acteur américain (° 5 décembre 1924).
- 8 octobre : Louise Rayner, aquarelliste britannique (° 21 juin 1832).
- 12 octobre : Anatole France, écrivain français. Ses obsèques nationales sont célébrées le 18 novembre.
- 22 octobre : Louis, Émile Bertin, mathématicien français (° 1840).